# 无半城遗址
无半城遗址是位于新疆维吾尔自治区吐鲁番市高昌区恰特喀勒乡的一座古城遗址。被认为是麴氏高昌无半县县城（无半城）:44、隋唐至明代吐鲁番城遗址:45。
《大慈恩寺三藏法師傳》所记，玄奘出入吐鲁番盆地时，“从是西行，度无半城、笃进城后，入阿耆尼国。”笃进城在今吐鲁番市托克逊县。无半城大体在今吐鲁番市高昌区南部，具体位置缺考。高昌区恰特喀勒乡，吐鲁番沙漠植物园南的一座古城遗址被认为是无半城遗址:44:150。
1997年8月，中国学者冯其庸和他人考察恰特喀勒乡的遗址后，认为其城基和遗物，应是南北朝及隋唐之间，或即无半城遗址。《吐鲁番地区文物分布情况示意图》则标注为拉木帕古城:44。考古学家黄文弼曾认为唐代南平城在让布工尚，故有学者推测此处遗址是南平城遗址:150。

## 备注
1. 1 2  有称：“遗址位于今吐鲁番市东南10公里处，恰特卡拉乡内[2]。”今高昌区无恰特卡拉乡，吐鲁番沙漠植物园属恰特喀勒乡。